# Super Turrican 2
Super Turrican 2 è un videogioco di tipo Piattaforme con elementi Shoot'em up per sistema Super Nintendo Entertainment System. Sviluppato nel 1995, come i prequel, da Factor 5 e con le ottime musiche di Chris Huelsbeck, distribuito da Ocean Software. Il videogioco appartiene alla saga di Turrican.

## Trama
L'astronave U.S.S. Avalon, fiore all'occhiello delle Forze della libertà è all'inseguimento del suo acerrimo nemico "La macchina". Una richiesta d'aiuto è pervenuta da un sistema solare di piccole dimensioni vicino ad un enorme buco nero ai margini estremi di una galassia a spirale. Le forze del male hanno già distrutto mondi interi facendo milioni di vittime.
La Avalon è pronta per lo scontro finale con il loro , da lungo tempo, acerrimo nemico. Dall'hangar, tre navi tattiche d'assalto escono in missione. Pronti per affrontare la loro sfida finale, le navi si preparano a entrare nel buco nero, al fine di raggiungere il sistema attaccato. Ma pochi secondi dopo, solo una delle navi riesce a sfuggire alla temibile forza magnetica del buco nero.
Gravemente danneggiata, la nave precipita verso un mondo deserto. L'ultimo superstite rimasto della squadra d'assalto, Bren McGuire, equipaggiato con la sua tuta da battaglia Turrican, deve affrontare da solo le orde nemiche della Macchina.

## Modalità di gioco
Il videogioco si discosta molto dai predecessori, l'esplorazione dei livelli è stata soppressa in favore dell'azione vera e pura. Le armi sono le classiche con l'aggiunta del rampino d'aggancio, alla Bionic Commando, utile per recuperare armi, gemme e ad agganciarsi ai muri in stile Strider. Per la prima volta la voce campionata dei Power-up è femminile, e si possono utilizzare mezzi da combattimento come semoventi, acqua scooter e altri.

## Armi
Nel videogioco sono molte e ad effetti visivi notevoli.
- Spread shot, verde. Salva di colpi di mitragliatore a ventaglio.
- Rebound, colpo che rimbalza sui muri e sui nemici. Utile negli spazi stretti.
- Laser, l'arma più potente. Un raggio multicolore che distrugge qualsiasi cosa.
- Lanciafiamme, arma a corto raggio ma molto potente.
- Smart Bomb, la classica granata che arreca molti danni.
- Missili a ricerca, inseguono il nemico in modo automatico. Non molto potenti.
- Raggio rotatorio, blocca per alcuni secondi i nemici e agisce a 180°.
- Bombe a grappolo, vengono rilasciate in modalità giroscopio ed esplodono subito dopo.

## Livelli
- 1 Il deserto, quattro stage
- 2 La stazione spaziale, cinque stage
- 3 Il pianeta acquatico, due stage
- 4 L'atmosfera solare, tre stage